# Roberto Barradas
Roberto Cavalcanti Barradas (Recife, 17 de outubro de 1946 — Paulista, 11 de fevereiro de 2024) foi um cantor, compositor e radialista brasileiro.
Roberto Barradas aprendeu a tocar violão ainda criança. Com 7 anos, participou de programa de Rádio em Caruaru, cantando.

## Cantor
Iniciou a cantar na televisão, no Recife, nos programas Você Faz o Show e Noite de Black Tie, na TV Jornal do Commercio, já no início de suas atividades, na década de 1960..
Em 1971 foi a São Paulo, para o Programa Sílvio Santos, representando Pernambuco, quando foi contratado por Sílvio Santos para trabalhar no programa Os galãs cantam e dançam.
Em 1972, transferiu-se para o Rio de Janeiro, quando foi contratado pela Gravadora CID, gravando seu primeiro disco vinil compacto.

## Discografia

### Compactos vinil
- 1972 - Bom demais para durar e Lindo amor - gravadora CID
- 1973
  - - É Impossível Esquecer Um Grande Amor e Nem O Tempo Apagou.[nota 2]
  - - Essa Noite Não Se Ri e Não Se Dança e Vem.
- 1974 - Triste Ilusão e Que Seja Assim.

### L P
- 1975 - Roberto Barradas - pela gravadora CID,[3][4] com 11 faixas gravadas.

## Radialista
Além de cantor, Roberto Barradas apresentou programas radiofônicos nas emissoras pernambucanas.

## Cidadão paulistense
Em 2006, recebeu o título de Cidadão Paulistense outorgado pela Câmara Municipal do Paulista.

## Morte
Diagnosticado com o Mal de Alzheimer, retornou ao seu estado-natal, onde morreu, em 11 de fevereiro de 2024, sendo sepultado na cidade do Paulista.